# Rowendy Sumter
Rowendy José Sumter (Willemstad, 19 maart 1988) is een Curaçaose voetballer, momenteel uitkomend voor RKSV Scherpenheuvel en het Curaçaos voetbalelftal.

## Interlandcarrière
| Interlands van Rowendy Sumter voor Curaçao | Interlands van Rowendy Sumter voor Curaçao | Interlands van Rowendy Sumter voor Curaçao | Interlands van Rowendy Sumter voor Curaçao | Interlands van Rowendy Sumter voor Curaçao | Interlands van Rowendy Sumter voor Curaçao |
| №                                          | Datum                                      | Wedstrijd                                  | Uitslag                                    | Competitie                                 |                                            |
| Als speler bij CRKSV Jong Holland          | Als speler bij CRKSV Jong Holland          | Als speler bij CRKSV Jong Holland          | Als speler bij CRKSV Jong Holland          | Als speler bij CRKSV Jong Holland          | Als speler bij CRKSV Jong Holland          |
| ------------------------------------------ | ------------------------------------------ | ------------------------------------------ | ------------------------------------------ | ------------------------------------------ | ------------------------------------------ |
| 1.                                         | 20 augustus 2011                           | Dominicaanse Republiek – Curaçao           | 1 – 0                                      | Vriendschappelijk                          |                                            |
| 2.                                         | 21 augustus 2011                           | Dominicaanse Republiek – Curaçao           | 1 – 0                                      | Vriendschappelijk                          |                                            |
| 3.                                         | 7 september 2011                           | Curaçao – Haïti                            | 2 – 4                                      | Kwalificatie WK 2014                       |                                            |
| 4.                                         | 4 december 2011                            | Suriname – Curaçao                         | 2 – 0                                      | Vriendschappelijk                          |                                            |
| 5.                                         | 21 oktober 2012                            | Saint Lucia – Curaçao                      | 5 – 1                                      | Kwalificatie Caribbean Cup 2012            |                                            |
| 6.                                         | 23 oktober 2012                            | Curaçao – Guyana                           | 1 – 2                                      | Kwalificatie Caribbean Cup 2012            |                                            |
| 7.                                         | 25 oktober 2012                            | Saint Vincent en de Grenadines – Curaçao   | 4 – 0                                      | Kwalificatie Caribbean Cup 2012            |                                            |

## Erelijst
| Competitie    | Winnaar | Winnaar | Runner-up | Runner-up | Derde   | Derde   |
| Competitie    | Aantal  | Jaren   | Aantal    | Jaren     | Aantal  | Jaren   |
| Curaçao       | Curaçao | Curaçao | Curaçao   | Curaçao   | Curaçao | Curaçao |
| ------------- | ------- | ------- | --------- | --------- | ------- | ------- |
| Caribbean Cup | 1x      | 2017    |           |           |         |         |

1 Room ·
2 Cuco Martina ·
3 Shermar Martina · 
4 Lachman · 
5 Carolina ·
6 Maria ·
7 Antonia ·
8 Bonevacia ·
9 Benschop ·
10 Bacuna ·
11 Nepomuceno ·
12 Carmelia ·
13 Gaari ·
14 Kastaneer ·
15 Shermaine Martina ·
16 Van Kessel ·
17 Constansia ·
18 Hooi ·
19 Arias ·
20 Vapor ·
21 Statie ·
22 Pieter · 
23 De la Paz · 
Coach: Bicentini